# Historia de Puzol
La historia de la villa de Puzol ubicada a unos 18 km al noreste de Valencia sobre la costa del Mediterráneo se remonta a ocupaciones en la época de los romanos. Posteriormente cobra relevancia con el paso de  Jaime I de Aragón, el conquistador quien se instala a tres kilómetros sobre un Pico (puig en Valenciano) al que bautiza como El Puig de Santa María, al conquistar Valencia, cederá Puzol a su caballero Assalid de Gudal en reconocimiento por su tarea en la conquista de Valencia.

### Nombre de la villa
La alquería o aldea de Puzo o Puteus, Nombre con el que lo bautizaron los romanos y que significa pozo, durante siglos su nombre y fonética fue cambiando, con la reconquista fue nombrado dueño y señor Assalid de Gudal], pasó a ser población o lugar habitado y refundado como el nombre definitivo de Puçol. Los principios fundacionales de Puzol posiblemente se encuentren en la zona del "Trull del Moro" donde se han encontrado restos de una casa romana y posteriormente de una alquería mora. No obstante al ser una zona fácilmente inundable y dado la proximidad de la Vía Augusta, esa fuera la causa de cambiar de sitio y establecerse en su lugar actual, El barranco Pascual recibía agua durante muchos meses al año y rodeaba el emplazamiento actual, no se sabe el momento en que ocurrió el cambio, ni si fue paulatino, pero sí que fué antes de la invasión mora. Se construyeron algunos albergues junto a la carretera que con el tiempo recibieron el nombre de "los hostales".

## Inicios
Se ha determinado que en el sitio donde se asienta hoy Puzol en época de romanos ya existían moradores en un pequeño poblado o aldea. Ello ha sido determinado a partir del hallazgo de cuatro lápidas mortuorias de épocas romanas encontradas en Puzol. Un ejemplo de estas es la encontrada por D.Roque Casañs Esteve junto con el investigador D. José Martínez Aloy, denominada la Lápida del Romano.
Ocupando los alrededores de lo que hasta hace unos pocos años era el edificio, situado en la calle de San Juan, del C.P. Obispo Hervás, hubo, hasta el año 1238, una alquería y unas casitas humildes, llamadas  Puzo o Pozo. Rebautizado posteriormente por Jaime I de Aragón, con el nombre de Puzol instalándose en su pueblo vecino a solo tres kilómetros para la conquista de valencia "Puig de Santa María" (Puig significa pico o pequeña colina)
Según la historia, un buen día paseaba el rey Jaime I por el posteriormente llamado Camino de Francia, acompañado por un séquito de generales y caballeros mesnaderos(militares a sueldo); al pasar frente a la alquería de Puzo, se pararon a contemplarla, cuando el caballero de las tropas mesnaderas, llamado Assalid de Gudal, se acercó al rey y se la pidió, demanda a la que el rey respondió que se la entregaría tan pronto como conquistase la ciudad de Valencia. Así fue como, un año más tarde, sobre el 1238, el rey Jaime I le entregó la población a Gudal, caballero mesnadero de la casa real, convirtiéndose éste, por tanto, en el primer señor territorial y político de Puzol. Gudal fue también nombrado general, debido al gran valor demostrado como caballero. Su escudo, un sol de gules rojo sobre campo dorado.

### Un nuevo propietario
En 1243, el Rey compró a Gudal la alquería que un día cedió, por el precio de 18000 sueldos, y la entregó al obispo Don Arnaldo de Peralta, a su Cabildo y al convento de Roncesvalles, como respuesta a una demanda que estos le solicitaron, a modo de justa recompensa por el terciodiezmo que le proporcionaron para efectuar sus conquistas.
Al Oeste de estas tierras, y situados a un kilómetro aproximadamente, destacaban el monte Picayo y la Costera, formaciones que, durante aquellos tiempos, (entre los siglos XII y XIII) eran espesas selvas de matorrales y leñas bajas, ariscas y escabrosas, que las precipitaciones fueron erosionando. Según se lee en los archivos existentes, estas estribaciones, fueron la madriguera de lobos, zorros, gatos silvestres, tejones y conejos de monte, entre otros animales.

### Los humedales
En aquellos tiempos, existía un gran bajo pantanoso llamado El Senillar, séptica, cenagosa y poblada de maleza y brozas silvestres e insectos, que llegaba desde el mar hasta las proximidades del camino de Francia (parte de la calzada romana Vía Augusta). La desaparición de esta charca dio lugar a una gran extensión de marjales donde se cultivaba masivamente el arroz, actualmente también desaparecida.

## La historia continúa
El 29 de enero de 1415, ante el escribano Luis Ferrer y siendo aprobado por el romano pontífice, quedó como Señor único de Puzol, el obispo de Valencia, poseyéndolo como señorío hasta 1814, año en que se erigió como último Señor de Puzol el arzobispo Fray Joaquín de Company Soler, que murió ese mismo año. Un año más tarde, pasan las Cortes de Cádiz a Madrid, hecho que origina que ese mismo año fuese decretada la extinción de los Señoríos Territoriales, y con ellos el de Puzol.
Cabe destacar que durante todos estos años hasta el 1814, la población pasó por algunos episodios dignos de mención, como el sucedido en 1437, cuando los jurados de Valencia prohibieron que la gran cosecha de uva de los excelentes viñedos de la localidad llegara a la capital. Por este motivo, los vecinos acudieron al rey, quien ordenó que la uva de la localidad tuviese paso libre.

### Convento del Valle de Jesús
En 1384 se fundó el Convento de la Transfiguración del Señor, en el lugar denominado Valle de Jesús, cerca de la población, habitado por canónigos regulares de San Agustín.
En 1438 un judío llamado Coler, consiguió del prior de los Agustinos el permiso para que los Franciscanos ocuparan aquella casa abandonada del Valle de Jesús. Este mismo judío valenciano restauró el edificio y después de no pocas diferencias de criterio, reclamaciones y escrúpulos de conciencia sobre la posesión del lugar, que se resolvieron con un Breve del Papa Pío II, los Franciscanos lo tomaron y fundaron el Convento del que fue celoso guardián el Beato Nicolás Factor.
El papa Eugenio IV, facultó a la Custodia de Valencia a fundar tres conventos, entre ellos el de la Valle de Jesús en Puzol, en el año 1459. A poca distancia del convento, levantaron los franciscanos una pintoresca ermita, en la ladera oriental del monte Picayo, allá por el siglo XV ó XVI, en la que habitó el puzolense Pedro Muñoz, desde donde tuvo visiones de estrellas que caían sobre el Cabezol de El Puig, y que son estas estrellas las que se encuentran en el escudo de la villa.
Esta ermita fue totalmente restaurada en 1959 y abierta al culto, después de que el matrimonio Gómez-Cerezo, fundadores de la urbanización Monte Picayo, la restauraran e inauguraran el 28 de julio de 1961

## Antigüedades romanas excavadas en Puzol
En 1608 se encuentran restos arqueológicos en el campo del Villar, situado a un kilómetro de Puzol, que continuaron apareciendo en 1745, 1765 y 1777, y que pasaron a formar un incipiente Museo que se creó en el Palacio Arzobispal. 
En febrero de 1915, al roturar unos terrenos en el sitio conocido como Trull dels Moros, fue encontrada una cabeza mutilada de un joven Baco labrada en mármol. Se conoció este hallazgo como el "cap de moro", por ser atribuido como obra de moros. A este descubrimiento le siguieron el hallazgo de monedas romanas y restos humanos, grandes ánforas con huesos, ladrillos de masa compacta, losetas de mármol, fragmentos de capiteles, cerámicas, etc. Y el principio de un corredor de muros con sillares ennegrecidos que pertenecerían a algún templo romano o necrópolis.
Don Luis Tramoyeres Blasco, corresponsal de la Real Academia de la Historia, visitó el 15 de marzo de ese mismo año el lugar para confirmar el descubrimiento, que había sido en tiempos del Imperio una importante villa romana. Estos terrenos formaban parte de la partida de Gausa que, junto a la de la Rif, ya aparecen mencionadas repetidas veces en el llibre del Repartiment (1238), libro en el que figuran anotadas todas las fincas rústicas y urbanas que hizo Jaime I a los que le ayudaron en la conquista de las tierras valencianas. Tanto Gausa como La Rif pertenecen al valle de Jesus.

## "Els Hostalets"
Carlos Sarthou Carreres, en su Geografía del Reino de Valencia relata que en agosto de 1835, mientras se celebraban en Valencia las fiestas de la jura de la Constitución, apareció el cabecilla Llangostera, en estos Hostales, cobrando ropas, caballos y dinero, alarmando a todos los pueblos vecinos.
Existía una senda, conocida como Camino de los Ladrones (Camí dels Lladres), denominada así porque era utilizada por los maleantes, teniendo sus escondites en la Sierra Calderona. Estos fugitivos asaltaban a los viajeros de las diligencias para esconderse rápidamente por la sierra. Tal vez en aquellos tiempos empezara a hacerse popular un refrán del que hablan muchos de los mayores de la villa:

Puzol, pásalo con sol. (Puçol, pasa'l-ho en sol)

A razón de esto, se fueron creando pequeños hostales, para albergar a aquellos que iban o volvían de camino a la ciudad de Valencia, o bien dirección a Sagunto.
Els Hostalets estaba formado por una hilera de unas noventa casas, construidas en línea sobre la carretera y separados de Puzol por un barranco. El topónimo le proviene por estar dedicadas estas casas al hospedaje de viajeros y cuadras para el cambio de tiro de diligencias.
En una de estas posadas, se cuenta que el autor y viajero francés Próspero Merimée, conoció a una mesonera que llegó a impresionarle tanto que hizo de su estampa el retrato físico de la protagonista de su novela Carmen (la de Triana), que fue famosa al ser utilizada como libreto para la ópera homónima compuesta por Georges Bizet.
En abril de 1814, el monarca Fernando VII, a su regreso del cautiverio francés, llegó a Puzol camino de Valencia.

## Batalla de Puçol
En 1811 una invasión francesa procedente de Murviedro, actual Sagunto llegó a inmediaciones de Puçol. En los Hostalets se entabló una fuerte batalla; para evitar que los franceses avanzaran hacia Valencia, se soltaron las aguas de las acequias haciendo que todo quedase inundado.
El 25 de septiembre de 1811 tuvo lugar la acción militar de Puçol en la que las tropas invasoras al mando del Mariscal Suchet, que habían sitiado Sagunto, se enfrentan a un ejército enviado desde la capital aunque con suerte adversa para las tropas españolas y la captura del General Juan Caro.
Las tropas españolas sumaban 25.000 hombres. Junto a la costa se desplegó la división del general Zayas, mientras que en el centro, el general Lardizábal, cubría con su división la línea hasta la Cartuja del Ara Christi. El ala izquierda española, al mando del general O'Donnell, la integraban las divisiones de San Juan y Villacampa. El área ocupada por esta última se extendía hasta las colinas de Els Germanells.
El ejército francés, desplegado por Suchet, desde la costa hasta la altura de Santo Espíritu estaba compuesto por varias brigadas y la división napolitana del general Compera, que cubría la línea de accesos a Segorbe. En total unos 22.000 hombre, bien pertrechados y con abundante artillería.
El amanecer del día 25, rompieron el fuego las tropas del general Zayas y ocuparon las alturas del Valle de Jesús, aunque algunas de estas maniobras debilitaron el centro de su formación, lo que aprovechó Suchet para lanzar sus fuerzas de reserva, dirigidas por el general Palombini con intenso fuego de artillería, las cuales lograron romper el centro del dispositivo español que tuvo que retirar a sus tropas a la línea de Bétera - Albalat dels Sorells - El Puig.
Esta batalla, decisiva para la ciudad de Valencia y aún el Reino, dio como resultado 4.681 españoles y 1.000 franceses muertos, así como la pérdida de abundante material.
De esta segunda batida, importante de nombrar pero de escaso valor histórico, es la invasión carlista procedente de Torres-Torres en 1876.

## Una villa en crecimiento
Hacia 1875, la población contaba con 711 vecinos, llegando a 3465 en 1899. La importancia de la villa, queda reflejada en que contribuyó a construir las Torres de Serranos, ya que las mismas fueron hechas con arena llevada desde Puzol hasta Valencia. Además, en el diccionario de Roque Barcia y Echegaray se lee: "Puzolana.- Especie de arena que se encuentra en Puzol y sus cercanías, y sirve para hacer la mezcla con la cal."
Durante su periodo de formación, Puzol ha contado desde siempre con 6 barrios principales: el Casco Antiguo, el Barrio (o Barrio de San Claudio), els Hostalets, Magraners, y la zona de la playa.
El Barrio, anteriormente conocido como Barrio de San Claudio, recibe este nombre, designado por el sacerdote Mariano Amigó, en honor a las reliquias de este Santo que trajo de Roma el sacerdote puzolense Vicente Torres Forner.
El barrio antiguamente llamado barrio de Levante, es el que circunda la iglesia, y forma el casco antiguo del pueblo. Se bendijo e inauguró el 8 de septiembre de 1959, día de la festividad de la Patrona Canónica de Puzol
La zona de Magraners, más reciente, fue la zona de construcción de las casas del "Pozo de Belda", situadas junto a la antigua Vereda, posterior camino de Magraners.
La zona de Hostalets, tuvo gran importancia, dado que es el lugar donde se ubicaron mesones, hostales que en su época cobraron gran relevancia a juzgar por la serie de insignes personajes que por allí pasaron.
Las primeras edificaciones de la playa, datan de 1910. Hacia el año 1966, se calcula que había unas 160 casas, junto con dos bares con aparcamiento, carnicería, ventas de comestibles, y el conocido Estany donde se solazaban los pescadores. Lindante con la playa se hallaba la extensión de La Marjal del Moro, de más de dos mil hanegadas de marjal(arrozales), que formaban una vistosa sábana verde.
Existe una antigua tradición según la cual la víspera de la Virgen de Agosto, muchos pernoctan al aire libre, en una noche celebrada con fiesta y jolgorio, siguiendo una costumbre muy antigua, cuando se tenía la superstición de que el baño al amanecer valía por una novena. Esta tradición ha ido transformándose hasta adquirir una similitud con la noche de las hogueras de san Juan, fiesta que también se celebra.
Jaime II, en enero de 1303, concedió a Puzol la misma franquicia de Derechos que gozaba Valencia, y que Pedro II, el 2 de julio de 1380, autorizó a la villa para tener en su playa y mar "Puerto de embarque y desembarque" de toda clase de géneros y mercancías, con franqueo de derechos y gabelas; gracia y autorización que fueron confirmadas por Fernando El Católico en 1483. Felipe IV, en 1626, decretó, ampliando los derechos de la localidad, que en su playa tuviera Gracias Reales y derechos portuarios.

## Edificaciones emblemáticas

### Iglesia de los Santos Juanes

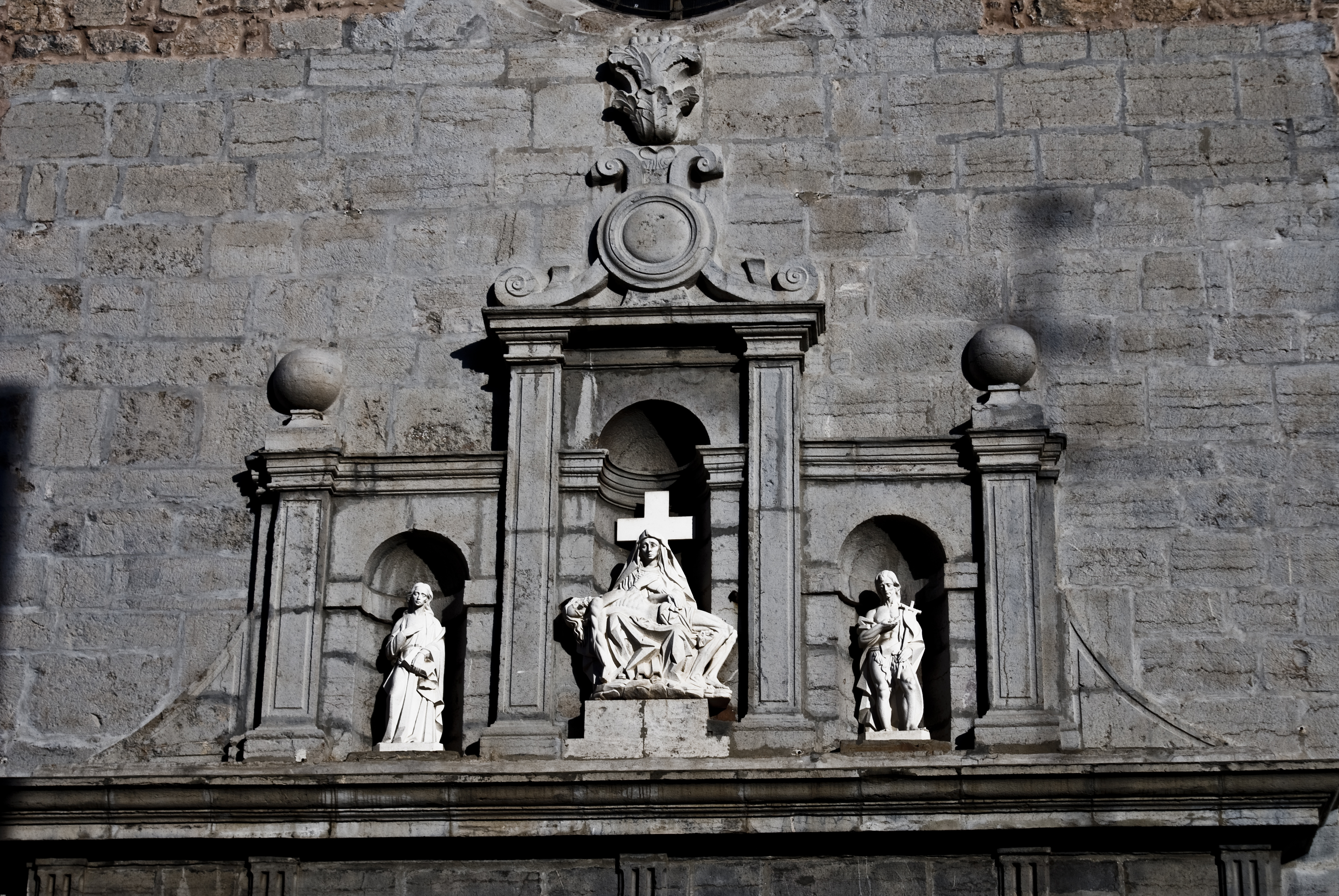
Detalle de la parte superior de la fachada de la Iglesia de los Santos Juanes

La iglesia de los Santos Juanes, se construyó entre 1588 y 1607, cuando la población rondaba los 400 habitantes y, aunque el pueblo no necesitaba un templo de tal magnitud, el significado que tenía este para los ciudadanos era mayúsculo, pues suponía la primera cosa que se vería del pueblo a lo lejos.

El edificio se financió con donativos de particulares, y limosnas que se recogían en el horno, donde cada vecino depositaba un donativo cuando iba a comprar. También se impusieron impuestos sobre la carne de vaca y cabra vendida en la población.  

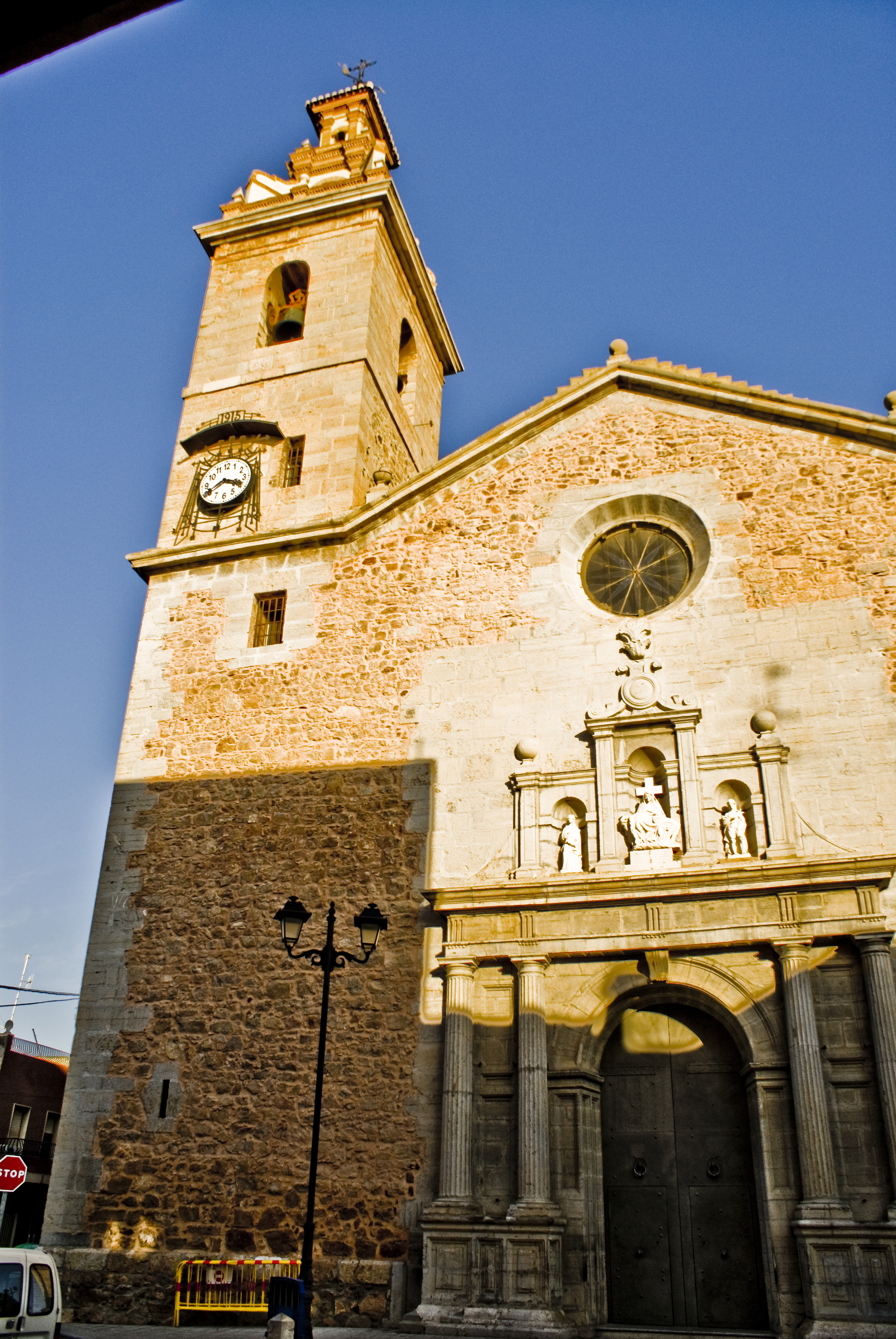
Fachada principal de la iglesia de los Santos Juanes

Las obras comenzaron en 1587. El 6 de enero de 1588 se firma el contrato con unos arquitectos de Argoños, encargados de construir la iglesia.

### Palacio Arzobispal
Fue un monumento y edificio emblemático de Puzol hoy desaparecido. El Palacio que el Prelado estaba junto a la iglesia de los Santos Juanes, y  servía de residencia para los obispos de Valencia. La residencia se encontraba en el ala norte del Palacio y tenía su entrada por la puerta cochera, situada en la plazoleta cerrada por la pared del huerto botánico, hoy plaza de Pío XII.
La puerta cochera tenía un patio sobrio y señorial con una cisterna-aljibe. A continuación una gran escalera que desembocaba en un patio con ventanales a ambos lados, donde se encontraban las habitaciones de los arzobispos. Fue el arzobispo Mayoral quien, entre 1738 y 1769, construyó el ala sur, desde los arcos hasta la plaza San Juan de Ribera. El palacio tenía una dimensión de 1194m² y su huerto medía 29916m². Actualmente, del huerto y palacio sólo se conservan los muros del antiguo Jardín botánico.
Este huerto existente en el Palacio, era el más antiguo botánico de Europa, y tal vez el primero de España. En él se cultivaban tanto las plantas aromáticas como las medicinales, así como kakis, junto con plantas exóticas del país. 
En este jardín se cultivó, como ensayo, el cacahuete, introducido en España por el arzobispo de Valencia D. Francisco Fabián y Fuero en 1773.  
Aunque el señorío episcopal se perdió en 1814, el Palacio continuó perteneciendo al arzobispado hasta 1942, en que fue vendido junto con su huerto, a José Sánchez Martínez, quien, en 1950, lo vendió al ayuntamientos. En 1967 se derribó el palacio.

### Jardín botánico

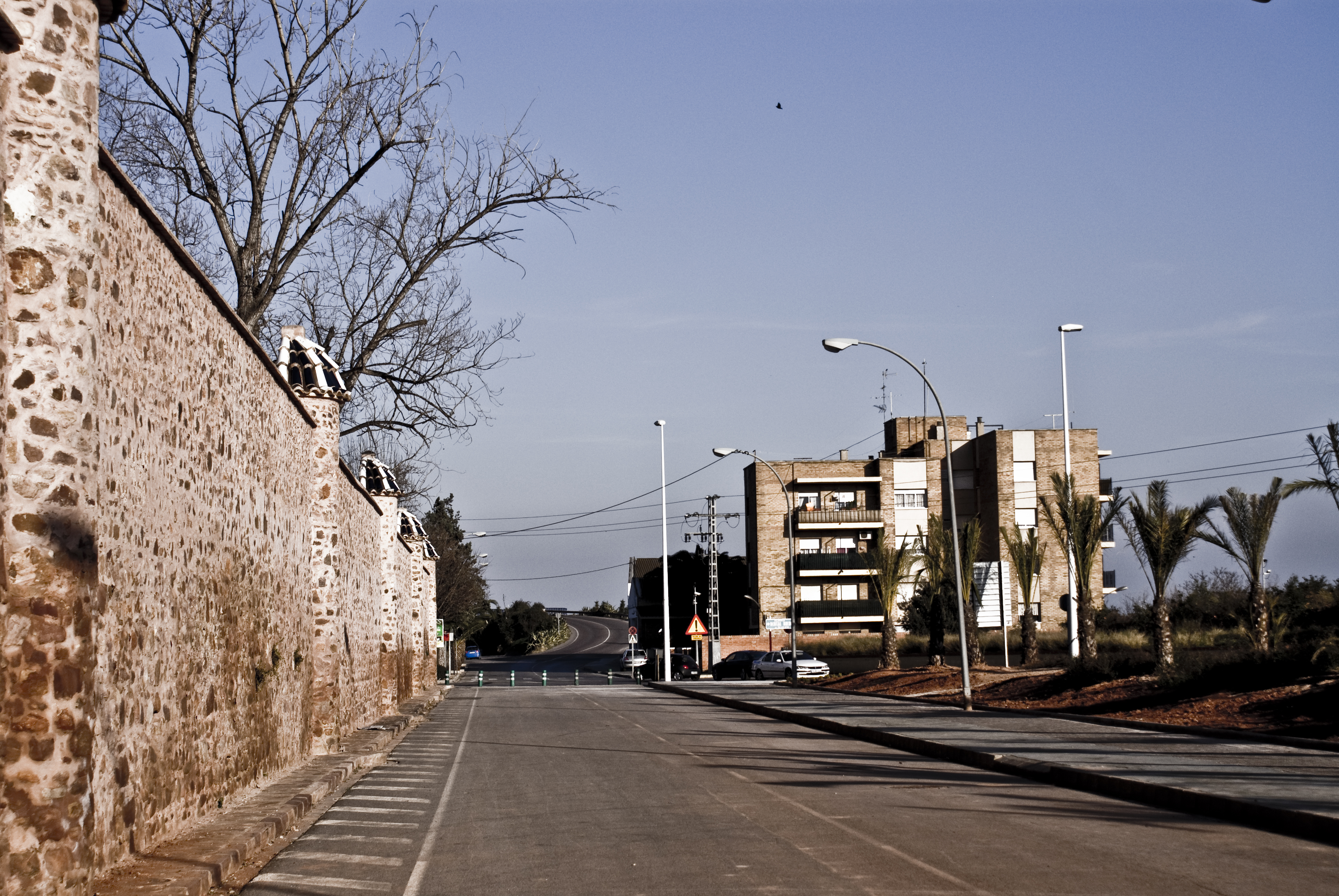
Vista de la Muralla del Jardín Botánico de Puzol

Existió hasta 1967 un palacio utilizado por los arzobispos de la sede valentina, como palacio de recreo y residencia temporal, dada la cercanía a la capital y la benignidad del clima. El palacio estaba en el sitio que ocupa la actual plaza de Juan de Ribera y sus jardines estaban limitados por un muro de cerramiento que se conserva hasta nuestros días.
Estos jardines pasaron por diversas vicisitudes. Inicialmente su uso estaba reservado para los residentes en el palacio. Posteriormente fueron ampliados y convertidos en un verdadero Jardín Botánico de aclimatación. Finalmente fue desmantelado y sus terrenos convertidos en campos de cultivo probablemente propiciados por la creación del actual Jardín Botánico de Valencia.
La cátedra de Botánica Médica, también conocida, d'Herbes o Vespres, fue junto con la cátedra de Anatomía, la que aportó el gran prestigio que tuvo la Facultad de Medicina de Valencia en el siglo XVI-XVII. En dicha cátedra, se impartía a los futuros médicos los conocimientos prácticos necesarios para que mediante excursiones para herborizar, llegasen a conocer las distintas plantas medicinales. Las Constituciones de 1911 del Estudi General de la Insigne Ciudad de Valencia, prescriben que haja de exir per temps de trenta dies fora de la presente ciutat per les muntanyes e altres parts per a mostrar als estudiants la cognició de les herbes e perque tinga compte ab hun ort en lo qual se planten les herbes que parexeran necessaries (deben salir por treinta días fuera de la presente ciudad, por las montañas y otras partes, para mostrar a los estudiantes el conocimiento de las hierbas y para que tengan conocimiento del uso de un huerto en el que se plantarán las hierbas que parecerán necesarias).
Estas excursiones se hacían regularmente por el Barranco del Carraixet, el de Torrente, La Murta, Picaltejo, y a otros sitios que era costumbre por la abundancia o rareza de dichas plantas. Este huerto o Jardín Botánico, que fue el primero de carácter universitario en España, había sido creado en 1567, a instancias del catedrático de la materia Juan Plaza, aunque entonces no era más que un pequeño huerto donde se cultivaban las hierbas medicinales.
No fue hasta la llegada, a la diócesis valentina, del arzobispo Andrés Mayoral, que la rigió desde 1737 hasta 1769, que se enriqueció con la aportación de una gran cantidad de especies vegetales, el modesto jardín de la residencia de los prelados.
Sin embargo, fue su sucesor, el arzobispo Francisco Fabián y Fuero, que ostentó la sede de 1773 a 1794, quien lo potenció, ya que en 1776 creó un Jardín de Aclimatación al que dotó con 14.000 pesos. El arzobispo Fabián y Fuero aprovechó la circunstancia de que anteriormente al ser nombrado arzobispo de Valencia, había sido obispo en la Puebla de los Ángeles, Nueva España (México) lo que le brindó los contactos necesarios para hacerse enviar desde Puebla, directamente a su jardín de Puzol una gran cantidad de semillas y plantas americanas que eran aclimatadas y cultivadas en el jardín, entre estas, llegó en 1778 a nuestro continente, el cacahuete, cultivado en este jardín por primera vez en la península.
De estas experiencias en aclimataciones y cultivos se obtuvieron siempre magníficos resultados a lo que contribuyó siempre, sin duda, el inmejorable clima, la calidad del suelo y el buen hacer de los encargados.
Uno de estos envíos remitidos por el obispo, había sido interceptado por los ingleses, quienes al apercibirse de que contenía semillas de plantas medicinales, lo devolvieron alegando que no hacían la guerra a las ciencias. El paquete en cuestión fue desde Países Bajos hasta Málaga donde fue remitido a Valencia, habiendo transcurrido dos años desde su remisión, a pesar de lo cual nacieron todas las plantas sembradas.
No sólo llegaron al jardín semillas de plantas procedentes de América, sino que también se recibían del Jardín Botánico de Madrid, tales como ruibarbos, arroz chino, jengibres, cedro de Líbano, etc. Precisamente ante el grave problema planteado por la insalubridad que acercaba el cultivo de arroz en tierras valencianas, el Director del Jardín Botánico de Madrid, Casimiro Gómez Ortega, había solicitado y obtenido de la Real Sociedad Londinense, semillas de un arroz chino de secano cuyo cultivo se había ensayado sin éxito en distintos países europeos y que llegó a florecer en el jardín de Puzol. De los resultados obtenidos se vio que producía bien aunque no rendía tanto como el de agua continua y además se podían conservar las moreras para beneficio de la industria de la seda, circunstancia que no era posible con el de agua continua. En vista de ello se distribuyeron semillas entre los arroceros a condición de que no lo plantasen en agua. No hicieron caso y lo plantaron en agua, sacando más provecho que con el arroz del Reino.

### La Casa Social

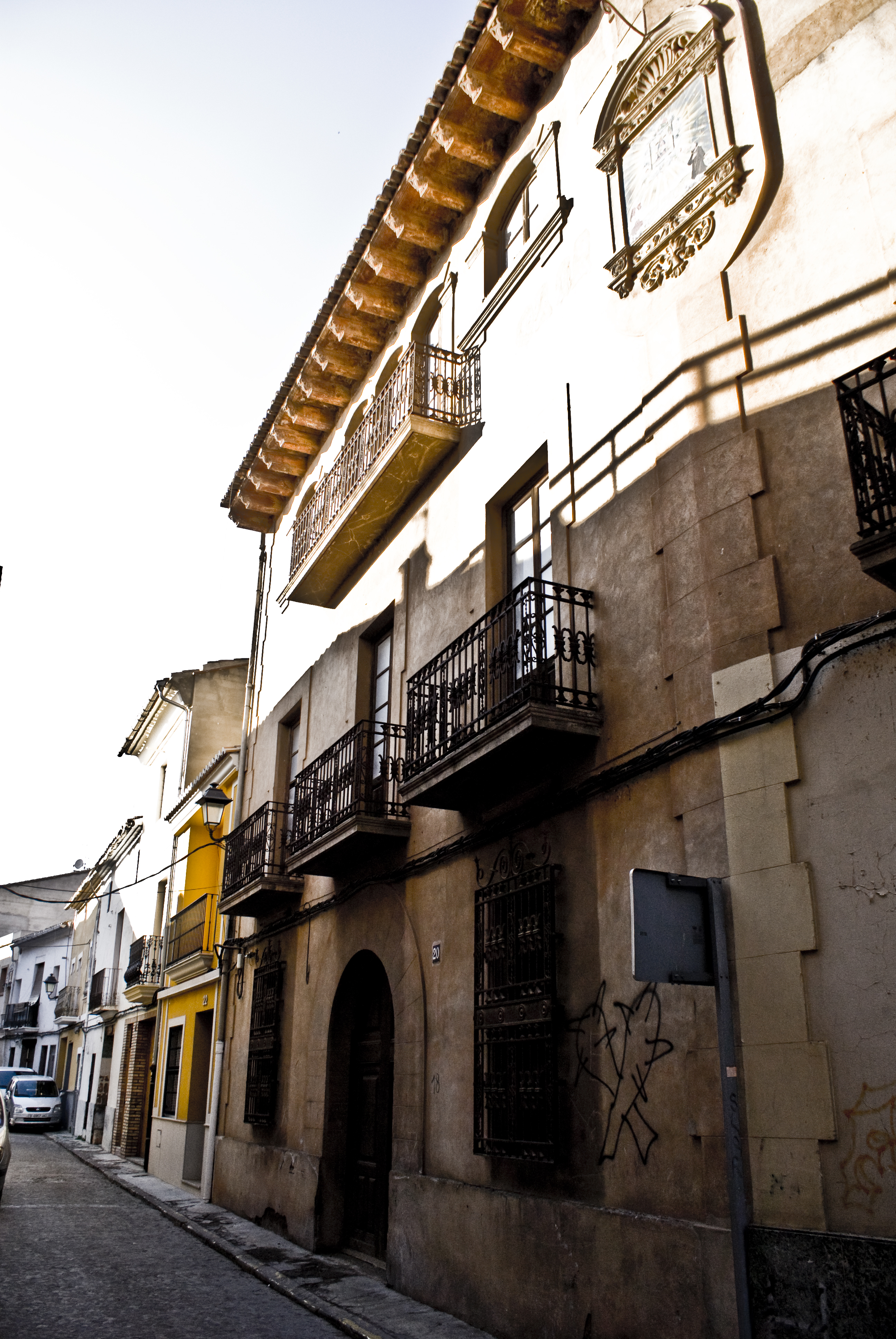
Fachada principal de la Casa Social

El edificio de la Casa Social se halla ubicado en la esquina de las calles los Huertos y Castellón. Fue construido entre 1927 y 1928. El capellán Mariano Amigó promovió, junto a ella, el Barrio de San Claudio. La Casa Social se dedicó, desde un principio, a fines  sociales y benéficos. Estaba integrada por un gran teatro y un casino.

El edificio es de planta rectangular, con escenario al fondo, y unas 1000 localidades, entre butacas, palcos y bancos. La parte frontal de la sala, estaba situada sobre la calle Els Horts, y en ella estaban la entrada principal (para el público) y las taquillas. El edificio contaba con todos los avances a nivel técnico y de sistemas de seguridad de la época. 

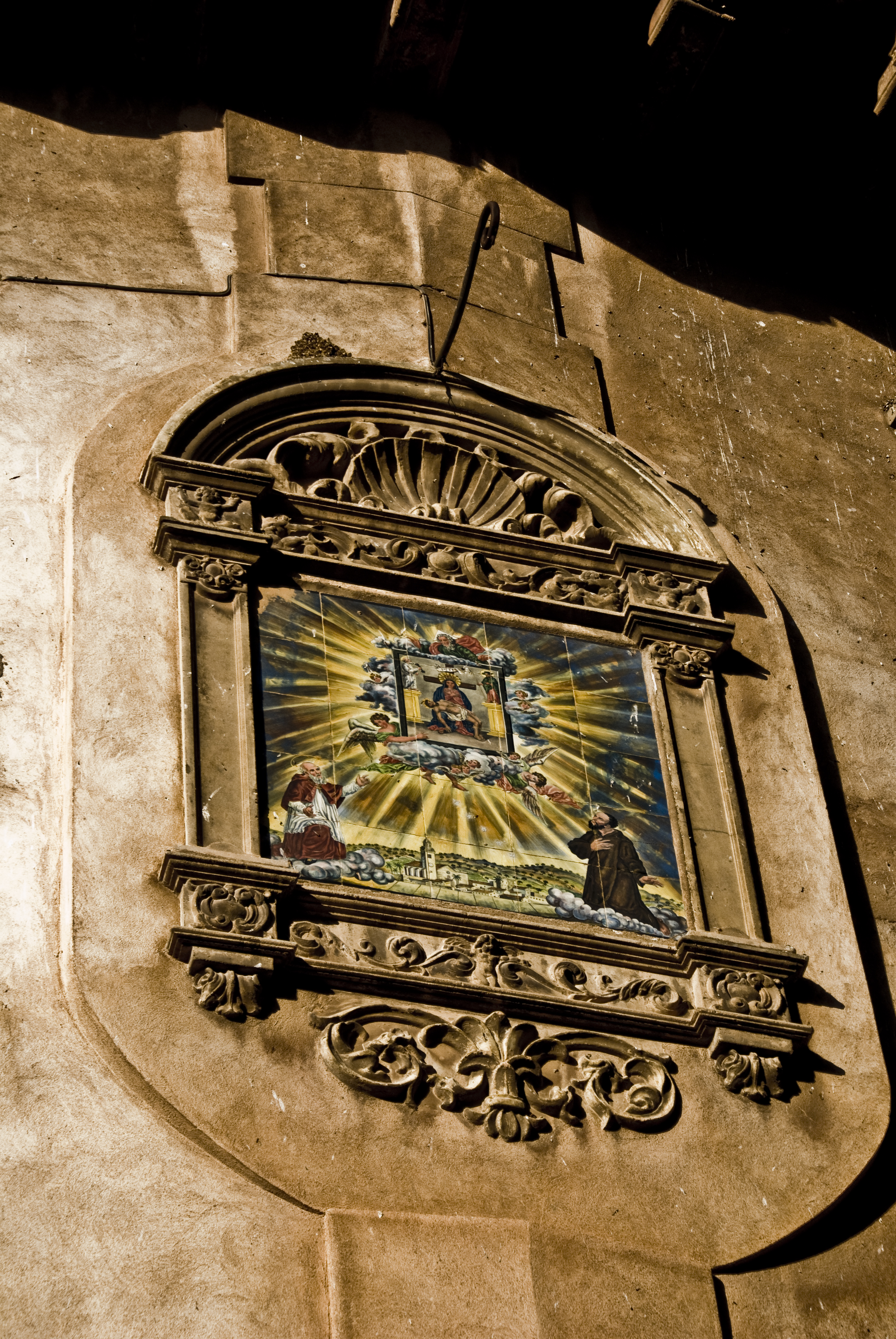
Detalle de un chapado con motivos religiosos de la Virgen al Pie de la Cruz

Los propietarios, eran herederos de Mariano Amigó. Estos alquilaban el edificio a empresarios profesionales. De 1930 a 1935, se sucedieron grandes artistas por esta sala. En esta época, el teatro, la comedia, la zarzuela e incluso la ópera eran muy bien consideradas por el público. Muestra de ello fue la actuación en esta sala teatral de la compañía de zarzuela del mejor tenor de la época, Marcos Redondo y la representación de varias piezas por la tiple valenciana Clarita Panach.
Se representó también, un Belén por pequeños actores del pueblo en 1932. También se estrenó una obra del autor local, Vicente Sebastiá, titulada "Ja sabem que és la Pilar"("Ya sabemos que es Pilar"), que fue representada por actores locales.
Terminada la guerra, continuaron desfilando compañías de comedia y variedades. En variedades destacaron los espectáculos de Juanita Reina, Rafael Farina, Pepe Pinto y el Príncipe Gitano. También debutó, en 1954, la artista local, Emi Reina, bailarina de clásico, y que después llegaría a debutar en el Olimpia de París.
A partir de los años 40, se producen dos hechos significativos: la entrada del cine en la sala y las representaciones de la compañía de teatro. Representaran obras ligadas a las costumbres valencianas.
Francisco Ramón ("Paco Panolla") fundó la compañía de teatro de la Casa Social, con gran éxito. La programación de esta compañía era llevada a cabo por su director y el equipo de actores que lo acompañaban, entre ellos Joaquín Esteve. La gestión la llevaban ellos mismos ya que la totalidad de lo que les quedaba después de pagar el alquiler de las Obras y al Delegado de la Sociedad de Autores, era destinado a la restauración del altar Mayor de la Iglesia de Santos Juanes. También se permitían, a final de temporada, obsequiarse con una paella en la playa de Puzol.
Sobre el año 1982, Mercadona terminará con la planta baja del edificio.

### El Sindicato agrícola de Puzol
Archivo:|Imagen de la fachada frontal del Sindicato Agrícola de Puzol. 
La sede del Sindicato Agrícola de Puzol fue construida a principios del siglo XX. aunque la idea nació en 1913 no se llevó a cabo hasta últimos del catorce, siendo terminada la cubierta y puesto en marcha en el ÑO 1917, se terminó por completo y se escrituró en octubre de 1923 En la fundación del edificio, participaron vecinos convertidos más tarde en socios, los más pudientes de la época, llamados protectores, invirtieron su dinero, quienes no podían pagar trabajaban gratuitamente. Como era un edificio para el pueblo y para beneficencia, se animó a todos los vecinos a prestar su ayuda.
Hacia 1914-1915 ya se habían instituido como sociedad funcionando de manera extraoficial. En 1917 la sociedad se instala en El Sindicato y se aprueban los estatutos. Se crea una sociedad filial de mujeres dedicadas a la caridad o reparto a necesitados. Así mismo los médicos atienden a los pobres, sin cobrar, también se instala la caja Rural, y a la CNT se le cede una habitación. El salón de la planta baja, se convierte en salón de baile y teatro, donde acude todo el pueblo.
Después de la guerra, el edificio es incautado por el bando golpista, convirtiendo su parte superior en Ayuntamiento. En la sala de abajo, se ubica el cine que será explotado hasta 1977 por...
En 1977 mediante la tramitación llevada a cabo por Manuel Broseta, los estatutos del Sindicato, vuelven a manos de los socios del mismo. Pero no el edificio, se entabla una fuerte y larga disputa legal sobre la legitimación del edificio que también reclama algún sindicato, pues en la época de su construcción eran quienes legalizaban los estatutos. Afortunadamente en el 2019 se pudo hacer la escritura a nombre de sus legítimos dueños. Se puede decir que estuvo cuarenta años incautado y otros cuarenta reclamado. En la actualidad el edificio, necesita reparaciones por su abandono durante los años de la dictadura lo cual reparan poco a poco los socios.
```
En sus salas se practica, Billar a tres bandas, Juegos modernos de mesa (maqueta) Sala de ajedrez, sala de socarrats. En el salón del bar tienen su zona los amigos del truc y del dómino, ornitología y palomos deportivos. En el salón de la planta baja se encuentra el teatro, donde se celebran cumpleaños y bautizos por parte de los socios, hay clases de yoga, mantenimiento para la tercera edad y escuela de baile.
 Amigos solo necesitan ayuda de algún ente público, pues las deficiencias de un edificio centenario son enormes.
```

### La Cruz del Término de Puzol
Esta cruz simbólica fue erigida inicialmente en las afueras de la población, en la parte norte del barrio "Hostalets", a la entrada de un camino que conducía al convento de "La Vall de Jesús", sitio al pie del Monte Picaio. Se le denominaba "La Cruz de Piedra" y parece ser que data de los siglos XV/XVI. Era muy venerada y existía la costumbre de visitarla en vísperas del 6 de enero, llevando cascabelerías, con la intención de pedir a los reyes; hasta que finalmente en época de adversidad fue destrozada.
Una persona de quien solo se conoce la inicial de su nombre, grabó un escrito que fue difundido por Radio Nacional. Este escrito fue impreso en 1941 y posteriormente repartido en la cabalgata de los festeros de ese mismo año; lo que instó a las autoridades a iniciar la reconstrucción de la Cruz en 1947,que ahora se emplazaría en el camino del cementerio. Había otras dos cruces pegadas a las casas, hasta finales de los setenta o... hoy desaparecidas ambas, una ala entrada desde Valencia en el Km. 17 y la otra en el cruce de la calle buenos Aires con la calle Picaio pegada a la pared tras el Bar Estrella, ambas desaparecieron con las obras.
```
En 1917 empieza afuncionar el Edificio del Sindicáto Agrícola de Puzol. Construido con dinero y trabajadores del pueblo,  como una casa de servicios o caridad allí se instala la Caja Rural y el sindicato CNT, se covierte en ambulatorio gratuito y se ayuda a los necesitados de todo el pueblo.
```

- 1925, es nombrada patrona canónica de Puzol la Virgen al Pie de la Cruz, siendo clavarios todos los sacerdotes hijos del pueblo. Recibió el nombre de "fiesta de los capellanes".
- 1926, se inaugura el puente sobre el vado, siendo alcalde Eduardo Martínez Amigó. También se construye un matadero.
- 1928, se inaugura un comedor para pobres, fundado por Francisco Roca y Alcayde. Permaneció en activo hasta 1937, año en que se colocan canaletas (elementos de pvc o en aquel entonces de uralita, utilizados para guiar el agua de los tejados al suelo) en todas las casas del pueblo.
- 1929, se inaugura la primera sucursal bancaria, de manos de Banesto.
- 1930, abre sus puertas el Banco de Valencia.
- 1931, se inaugura telégrafos. La inauguración corre a cargo del teatro-cine casa Social, con la opera Marina, canto del tenor Rodolfo Sirvent. Se realizó la primera procesión con sayones, granaderos,...